# Ichneumon crassifemur
Ichneumon crassifemur là một loài tò vò trong họ Ichneumonidae.